# Antonio Colonnello
Antonio Colonnello (Milano, 8 gennaio 1938 – Roma, 30 maggio 2005) è stato un attore teatrale e doppiatore italiano.
È stato il doppiatore di Fonzie, uno dei protagonisti del telefilm Happy Days (interpretato da Henry Winkler) e di J.R. Ewing (interpretato da Larry Hagman, che incontrò anche di persona), personaggio del serial televisivo Dallas. Ha prestato la voce anche a Clint Eastwood, Leslie Nielsen, John Travolta, Robert Wagner, Steven Seagal e tanti altri.

## Biografia
Entra nel mondo dello spettacolo a 18 anni, lasciando Milano e la sua famiglia per andare a Roma, dove si iscrive all'Accademia nazionale d'arte drammatica e ha come maestri Sergio Tofano e Wanda Capodaglio.
Inizia alcuni anni dopo l'avventura teatrale, che lo legherà per molti anni alla Compagnia dei giovani (De Lullo-Falck-Valli-Albani) e per alcune stagioni alla Stoppa-Morelli.
Con I giovani interpreta tutto Pirandello (Sei personaggi in cerca d'autore, Così è (se vi pare), Trovarsi); sciolta la compagnia, dopo molti anni raccoglie ancora successo nella riduzione teatrale de La signora delle camelie, con Andrea Giordana. Poi l'avventura del teatro si chiuderà per il desiderio di stare vicino alla famiglia e si aprirà la stagione del doppiaggio.
Ha doppiato molti attori, tra i quali Clint Eastwood, Leslie Nielsen, Bruno Ganz, John Travolta e Steven Seagal.
Antonio Colonnello muore il 30 maggio 2005 a 67 anni a causa di un infarto, nella sua abitazione a Roma, lasciando sei figli avuti dalla moglie Nives.

## Doppiaggio

### Film
- Henry Winkler in Happy Days - La banda dei fiori di pesco, Waterboy, P.U.N.K.S., Holes - Buchi nel deserto
- Steven Seagal in Nico, Duro da uccidere, Giustizia a tutti i costi
- Chris Avram in La ripetente fa l'occhietto al preside
- Leslie Nielsen ne Il fuggitivo della missione impossibile
- Clint Eastwood in Fuga da Alcatraz
- Roger Moore in Attacco: piattaforma Jennifer
- Bruce Boxleitner in Tron
- James Brolin in La macchina nera
- Chang Yi in Furia gialla
- César Burner in Le tombe dei resuscitati ciechi
- Peter Brouwer in Venerdì 13
- Harvey Keitel ne I duellanti
- Jeff Conaway in Grease (Brillantina)
- Terence Hill in La collera del vento
- Martin Shakar in La febbre del sabato sera
- John Vernon in Herbie sbarca in Messico
- John Wayne in L'oro di Picano Valley
- David Carradine in Evil Toons - Non entrate in quella casa...
- Powers Boothe ne Il nido dell'aquila
- Mark Metcalf in Animal House
- John Hallam ne Il drago del lago di fuoco
- Maximilian Schell in The Black Hole - Il buco nero
- Bruno Ganz in L'inganno
- Thommy Berggren in L'ultimo avventuriero

### Televisione
- Robert Wagner in Operazione ladro, Switch
- Henry Winkler in Happy Days
- John Travolta in I ragazzi del sabato sera
- Larry Hagman in Dallas
- Judd Hirsch in Taxi
- Kevin Dobson in Kojak
- Robert Vaughn in Gli invincibili
- Robert Mitchum in Venti di guerra
- Richard Harris in Grizzly Falls - La valle degli orsi
- Claude Akins in Lobo
- Jack Scalia in Hollywood Beat
- Hal Holbrook in Haven - Il rifugio
- Cliff De Young in Robert Kennedy, la sua storia e il suo tempo
- Len Cariou ne Il processo di Norimberga
- Ney Latorraca in Tris di cuori